# Suffasia martensi
Suffasia martensi är en spindelart som beskrevs av Ono 2006. Suffasia martensi ingår i släktet Suffasia och familjen Zodariidae.
Artens utbredningsområde är Nepal. Inga underarter finns listade i Catalogue of Life.